# Truman Show-waan
De Truman Show-waan (ook bekend als het Truman Showsyndroom) is een waan waarbij de patiënt in de veronderstelling is dat alles in zijn of haar omgeving (vrienden, buren, baan en media) in scène is gezet, dit om de patiënt voor de gek te houden.
Het syndroom is vernoemd naar de Amerikaanse film The Truman Show uit 1998, waarin de hoofdpersoon zonder het te weten de hoofdrol in een realityserie speelt.